# Ординарный профессор
Ординарный профессор (лат. professor ordinarius) — должность в системе высшего образования Германии и ряда других европейских стран, чья образовательная система была устроена по германскому образцу (в том числе и дореволюционной России).

## История
Введена в Императорском Московском университете Проектом об основании Московского университета (1755) для обозначения профессора, занимающего кафедру. В XVIII веке ординарный профессор назначался куратором университета с подписанием контракта об обязанностях (чтение лекций, наблюдение за кабинетами и т. д.).
В 1804—1884 гг. ординарный профессор избирался Советом университета по представлению профильного факультета путём тайного голосования и утверждался затем в должности министром народного просвещения. По Уставу 1835 года право быть представленным на освободившуюся должность ординарного профессора получал любой учёный независимо от профиля вакансии, однако обязательным условием являлось наличие у него учёной степени доктора. В соответствии с Уставом 1835 года назначать профессора на вакантную кафедру мог также министр народного просвещения (это право было отменено Уставом 1863 года). Согласно Уставу 1884 года ординарный профессор назначался попечителем.
Ординарный профессор имел право участвовать в заседаниях Совета университета, избирать и быть избранным на выборные университетские должности, читал общие и специальные курсы, вёл семинары. С 1803 года должность ординарного профессора давала право на получение чина 7-го класса (надворный советник), с 1884 года — чина 5-го класса (статский советник) и пенсию.
Звание было отменено декретом Совета народных комиссаров РСФСР от 1 октября 1918 года.

## В России
В современной России существует в Национальном исследовательском университете «Высшая школа экономики» и в Финансовом университете при Правительстве РФ. Согласно внутренней документации вуза, почетное звание (статус) «Ординарный профессор» может быть присвоено заслуженным ученым и преподавателям, являющимся штатными работниками ВШЭ и имеющим особые заслуги перед университетом.